# Szymon Budzyk
Szymon Budzyk (ur. 9 czerwca 1983 w Krakowie) – polski aktor i reżyser teatralny, założyciel i dyrektor naczelny i artystyczny Niezależnego Teatru Odwróconego w Krakowie. Nagrodzony wyróżnieniem na XXVIII Festiwalu Szkół Teatralnych w Łodzi za rolę Istvana w spektaklu „Sonata b” (2010). Trzykrotny stypendysta Ministra Kultury i Dziedzictwa Narodowego – 2014, 2017 i 2022.

## Życiorys
W 2010 roku ukończył studia na PWST w Krakowie i uzyskał tytuł magistra sztuki obroną pracy pt. „Teoria Czystej Formy St. I. Witkiewicza w praktyce teatralnej”. W latach 2010–2012 był aktorem Teatru im. St. I. Witkiewicza w Zakopanem.
W 2012 wraz z innymi absolwentami PWST – Karoliną Fortuną i Radosławem Sołtysem – założył Teatr Odwrócony, w którym jako w pierwszym teatrze w Polsce obowiązuje system płatności Pay What You Want. Od 2017 do 2022 roku teatr ten mieścił się w piwnicy przy ul. Sławkowskiej, w której w latach  od 1983 do 1998 roku funkcjonowała „Scena przy Sławkowskiej” Narodowego Starego Teatru im. Heleny Modrzejewskiej.

## Wybrane inscenizacje
- 15 stycznia 2011: Lalki 2 Michała Zdunika, Teatr im. St. I. Witkiewicza w Zakopanem
- 14 kwietnia 2012: OFF Niepodległość KINOTEATR 3D na podstawie dramatów „Niepodległość trójkątów” i „Metafizyka dwugłowego cielęcia” Stanisława Ignacego Witkiewicza, Teatr im. St. I. Witkiewicza w Zakopanem
- 16 listopada 2012: nocdzieńsen Karoliny Fortuny, Czysta ReForma Teatr Odwrócony w Krakowie
- 10 maja 2013: Sala nr 6 Antoniego Czechowa, Czysta ReForma Teatr Odwrócony w Krakowie
- 15 czerwca 2013: Jan Maciej Karol Wścieklica Stanisława Ignacego Witkiewicza, Czysta ReForma Teatr Odwrócony w Krakowie
- 20 września 2014: Mord. Oparte na faktach, Teatr Odwrócony w Krakowie
- 29 stycznia 2015: Matka Stanisława Ignacego Witkiewicza, Teatr Odwrócony w Krakowie
- 9 kwietnia 2015: Wesołe miasteczko Stefana Żerosmkiego, Teatr Odwrócony w Krakowie
- 1 października 2015: Wariat i zakonnica Stanisława Ignacego Witkiewicza, Teatr Odwrócony w Krakowie
- 19 listopada 2015: Noc listopadowa/ Święte Szaleństwo Stanisława Wyspiańskiego, Teatr Odwrócony w Krakowie
- 29 września 2016: WARszawianka Stanisława Wyspiańskiego, Teatr Odwrócony w Krakowie
- 5 listopada 2016: NARKOTYKI na podstawie „Nikotyna Alkohol Kokaina Peyotl Morfina Eter + Appendix” Stanisława Ignacego Witkiewicza, Teatr Odwrócony w Krakowie
- 9 czerwca 2017: Zbrodnia i kara Fiodora Dostojewskiego, Teatr Odwrócony w Krakowie
- 6 września 2017: Gdy skamienieje wiatr, Teatr Modrzewiowy w Krynicy Zdroju
- 21 stycznia 2018: WYSPA Wyspiański na podstawie listów Stanisława Wyspiańskiego do rodziny i przyjaciół, premiera: Muzeum Narodowe w Krakowie
- 12 maja 2018: Zakazana miłość, Teatr Odwrócony w Krakowie
- 11 listopada 2018 Seans multimedialny NUŻ W BŻUHU na podstawie tekstów Polskich Futurystów, Teatr Odwrócony w Krakowie
- 9 czerwca 2019 Seans multimedialny. Zobacz Ciało Karoliny Fortuny, Teatr Odwrócony w Krakowie
- 15 września 2019 Sowa, córka piekarza na motywach powieści Marka Hłaski, Teatr Odwrócony w Krakowie
- 19 września 2021 Film. Nienasycenie na motywach powieści Stanisława Ignacego Witkiewicza, reżyseria i adaptacja.
- 25 listopada 2021 Film. DZIADY NON FICTION na motywach arcydramatu Adama Mickiewicza, reżyseria i adaptacja
- 19 listopada 2022 Spektakl HAMLET LEGENDA na podstawie "Tragedii Hamleta, księcia Danii” Williama Szekspira, Teatr im. Ludwika Solskiego w Tarnowie

## Role Teatralne

### Teatr im. Stanisława Ignacego Witkiewicza w Zakopanem
- 2009: Sonata b Stanisława Ignacego Witkiewicza jako Istvan, reż. Andrzej Dziuk
- 2010: Between (Rondo), reż. Andrzej Dziuk
- 2011: Kruk Alfonso Sastre, reż. Marek Wrona

### Scena Tańca Współczesnego w Krakowie
- 2012: Drgania, reż. Magdalena Malik, Aleksandra Kupis

### Teatr Odwrócony
- 2014: Kury, reż. Zmicer Chartkow
- 2018: Jak być kochaną? Kazimierza Brandysa, reż. Rafał Szumski

## Filmografia
- 2006: Paczuszka jako Mirek
- 2008: Żołnierze wyklęci jako Tadziu
- 2008: Trzeci oficer jako diler narkotyków
- 2009: Wyrok
- 2011: Szpilki na Giewoncie jako sanitariusz
- 2012: Hotel 52 jako operator
- 2013: Onirica jako Kamil
- 2017: Valley of the gods jako pracownik biura